# Jack McBannon

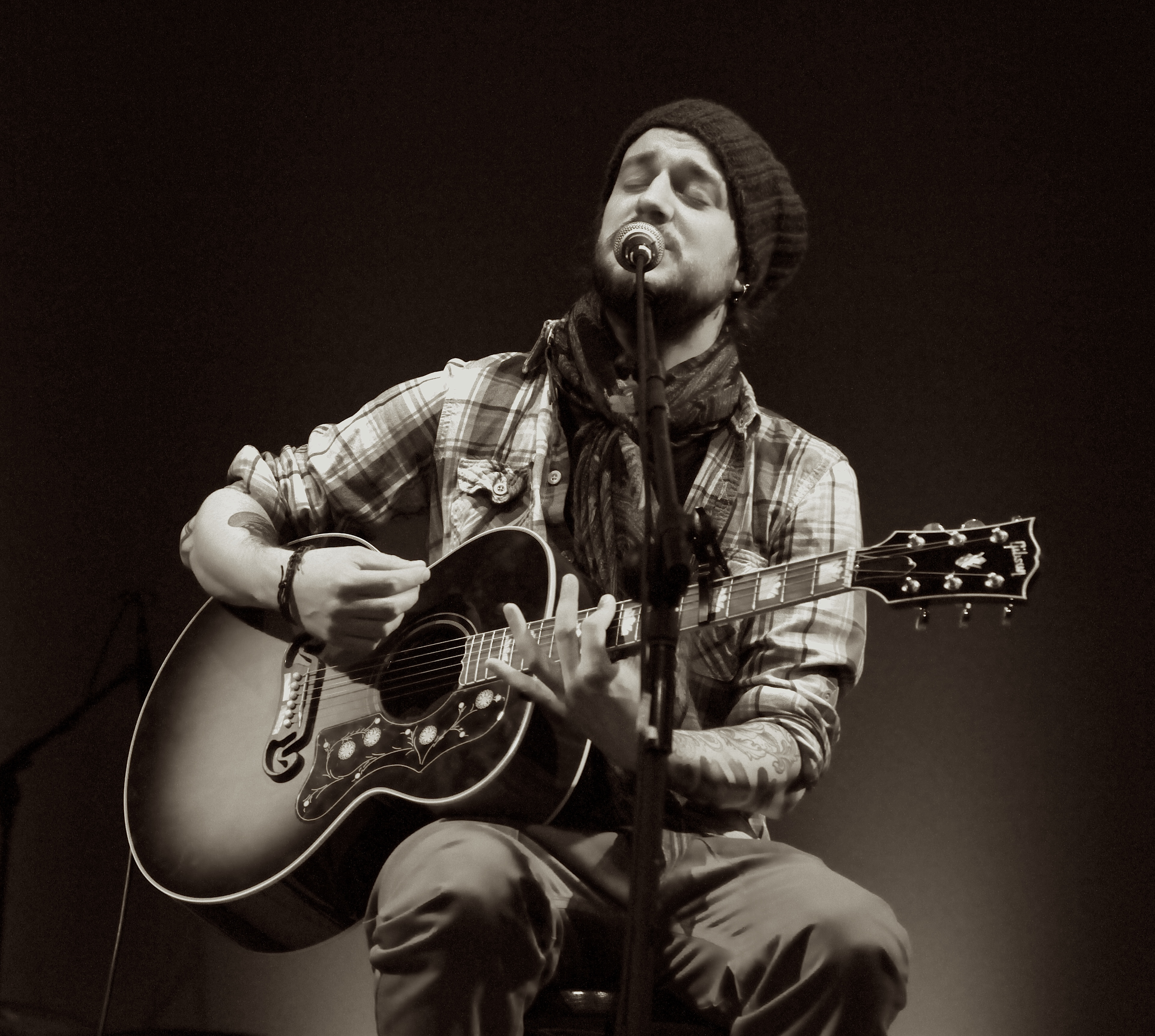
Jack McBannon bei einem Solo-Konzert

Jack McBannon (* 4. Dezember 1981 bürgerlich als Thorsten Willer in Haan), früher bekannt als „Willer“, ist ein deutscher Sänger und Songwriter sowie Fotograf. McBannon lebt in Wuppertal.

## Leben
Im Alter von sechs Jahren begann Jack McBannon mit dem Gitarrenunterricht. Seine erste Band Addicted? gründete er während seiner Schulzeit und nahm mit ihr vier Demos auf, die die Band auf mehreren Konzerten in Deutschland spielte.

### Erste Soloalben und EPs (2008–2013)
Sein erstes Soloalbum nahm Jack McBannon in Eigenregie im Jahr 2008 in Wuppertal und Düsseldorf auf. Mit diesem Album tourte er damals noch als „Willer“ durch die USA, Kanada und Deutschland, darunter befanden sich auch Konzerte mit Ray Wilson, Fools Garden und Wingenfelder. Das zweite Album World Crashing Down wurde teils in Wülfrath und teils in Los Angeles aufgenommen. Mit der ebenfalls in Eigenregie veröffentlichten CD tourte er durch Deutschland.

### Wovon sollen Lieder reden(2014–2015)
Mit seinem 2014 über das Label Motor Music erschienenen Album Wovon sollen Lieder reden wechselte McBannon die Sprache seiner Texte vom Englischen ins Deutsche. Seit diesem Album hat er eine feste Backingband, die auch auf dem Album zu hören ist. Die gleichnamige Albumtour führte durch Deutschland, die Schweiz und Österreich und beinhaltete Konzerte im Vorprogramm von Künstlern wie Richie Sambora, Laith Al-Deen, Revolverheld, Johannes Oerding, Pohlmann, Wirtz, Stefanie Heinzmann, Jennifer Rostock, Luxuslärm, Tom Beck, Tobias Regner und Flip Grater.
Zu den Liedern Wovon sollen Lieder reden, Die Schwebe, Hallo wie geht's Dir und Weit weg wurden Musikvideos veröffentlicht. In der Musikpresse wurden Jack McBannon und das Album positiv rezensiert. Im Magazin Akustik Gitarre wurde zusätzlich zu einem Artikel der Song Rückenwind auf der Heft-CD veröffentlicht.

### ZeitlosundSolo Acoustic(2015–2017)
Anfang 2015 begann Jack McBannon mit den Arbeiten an einem Nachfolge-Album, welches am 24. März 2017 unter dem Titel Zeitlos wie auch der Vorgänger über das Label Motor Music erschienen ist.
Zu den Liedern Trockener Sand, Bedingungslos, Der Soundtrack deiner Zeit und Nur einmal wurden Musikvideos veröffentlicht. Das Video zu Nur einmal besteht hauptsächlich aus Protagonisten, die ein Schild mit dem Songtitel in die Kamera halten, darunter auch Konstantin Wecker, Laith Al-Deen, Max Mutzke und Alex Diehl.
Die Tournee zum Album Zeitlos führte durch Deutschland und Teile der Schweiz. McBannon spielte auf ihr u. a. mit Henning Wehland, Jan Josef Liefers und seiner Band Radio Doria, Max Mutzke sowie mit Wolf Maahn.
Am 1. September 2017 veröffentlichte Jack McBannon in Zusammenarbeit mit Motor Music die EP Solo Acoustic. Sie enthält Solo-Versionen ausgewählter Lieder seiner beiden deutschsprachigen Alben sowie einen seiner englischen Songs und eine Cover-Version des Leonard-Cohen-Liedes Hallelujah.

### Tourneen (2018–2019)
Im August 2018 trat McBannon gemeinsam mit den Goo Goo Dolls in Hamburg und Berlin auf.
Im April 2019 wurde Jack McBannon vom Goethe-Institut eingeladen, eine Tour durch Russland zu spielen. Er trat in Tscheljabinsk, Satka, Perm und Jekaterinburg auf.

### True Stories(seit 2020)
Im Sommer 2020 nam Thorsten Willer den Künstlernamen Jack McBannon an und veröffentlichte gleichzeitig mit Right Here und The Snowflake die ersten beiden Musikvideos zu seinem neuen Album. Am 1. Oktober wurde McBannons Single An Outlaw’s Inner Fight inklusive Musikvideo bei Napalm Records/Rodeostar Records veröffentlicht. Nach vier weiteren Musikvideos (Set Me Free, Dancing In the Rain, Together und The Long Road Ahead) veröffentlichte Jack McBannon am 19. Februar 2021 über Rodeostar Records-Napalm Records/Universal Music sein Album True Stories.

### Tennessee(seit 2022)
Im Februar 2022 ging Jack McBannon nach Tennessee und nahm in Johnny Cashs Cash Cabin mit dessen Sohn John Carter Cash als Produzenten sein kommendes Album auf. Am 29. März 2024 wurde die erste Single Tennessee zusammen mit einem Musikvideo veröffentlicht und McBannon kündigte an, dass das zugehörige Album am 24. Mai 2024 auf den Markt kommt.

## Weitere musikalische Projekte
In den Jahren 2010 bis 2014 war Jack McBannon Sänger der Grunge-Alternative-Band Soledown aus Köln. Mit ihnen veröffentlichte er die EP MMX und das Album Mudbox, das im August 2014 über das Label Sonic Revolution erschien.

## Fotografie
Jack McBannon ist auch als Fotograf tätig und veröffentlichte im November 2022 seinen ersten Bildband Through the Lens of a Traveler im Verlag Snap Collective.

## Diskografie

### Singles
Unter Willer
- 2013: Die Schwebe
- 2014: Hallo wie geht’s Dir
- 2017: Der Soundtrack deiner Zeit
- 2017: Nur einmal

Unter Jack McBannon
- 2020: An Outlaw’s Inner Fight
- 2020: Set Me Free
- 2020: Dancing in the Rain
- 2021: Together
- 2021: The Long Road Ahead
- 2021: Motel 81
- 2022: Down by That Bridge
- 2024: Tennessee
- 2024: Turn Around

### Studioalben
Unter Willer
- 2008: The Only Way
- 2010: World Crashing Down
- 2014: Wovon sollen Lieder reden
- 2017: Zeitlos
- 2017: Solo Acoustic

Unter Jack McBannon
- 2021: True Stories
- 2024: Tennessee

## Bücher
- 2022: Through the Lens of a Traveler (Bildband)